# Сан-Педру (Сан-Паулу)
Сан-Педру (порт. São Pedro)  —  муниципалитет в Бразилии, входит в штат Сан-Паулу. Составная часть мезорегиона Пирасикаба. Входит в экономико-статистический  микрорегион Пирасикаба. Население составляет 33 604 человека на 2006 год. Занимает площадь 618,204 км². Плотность населения — 54,4 чел./км².
Праздник города —  22 февраля.

## История
Город основан в 1881 году.

## Статистика
- Валовой внутренний продукт на 2003 составляет 224.070.762,00 реалов (данные: Бразильский институт географии и статистики).
- Валовой внутренний продукт на душу населения на 2003 составляет 7.231,12 реалов (данные: Бразильский институт географии и статистики).
- Индекс развития человеческого потенциала на 2000 составляет 0,785 (данные: Программа развития ООН).

## География
Климат местности: горный тропический. В соответствии с классификацией Кёппена, климат относится к категории Cfb.